# كأس العالم تحت 17 سنة 1999
أقيمت بطولة كأس العالم تحت 17 سنة 1999 في الفترة من 10 نوفمبر إلى 27 نوفمبر 1999، وهي النسخة الثامنة من البطولة، في مدن أوكلاند وكرايستشرش ونابيير ودنيدن في نيوزيلندا. ويمكن للاعبين المولودين بعد 1 يناير 1982 المشاركة في هذه البطولة. تعد هذه أول بطولة الفيفا التي تقام في جزر الباسفيك. ولم يتم تخصيص أي مباريات لعاصمة نيوزيلندا ولينغتون لأن المكان الوحيد في المدينة – حديقة الرياضة – لم تعتبره الفيفا ملائما كمكان للمباريات.